# قربانعلی سعادت
قربانعلی سعادت (زاده روستای قره‌باغ در ارومیه) ، سیاستمدار و مدیر ارشد اجرایی ایرانی و استاندار سابق استان آذربایجان غربی در دولت یازدهم و همچنین رکورددار سابقه سمت استانداری در جمهوری اسلامی ایران است.
قربانعلی سعادت از سال ۶۲ تا ۶۴ به عنوان معاون امور استان های وزارت جهاد سازندگی منصوب شد و از سال ۶۴ معاونت سیاسی امنیتی استاندار آذربایجان غربی را بر عهده داشته است
.
وی در دولت های مرحوم آیت الله هاشمی رفسنجانی و سید محمد خاتمی سابقه استانداری استان‌های آذربایجان غربی، قم و لرستان را نیز در کارنامه خود دارد. سعادت در سال ۱۳۹۲ قبل از گزینش جهت استانداری آذربایجان غربی، مدیرعامل منطقه آزاد ماکو بود.